# Nekhbet

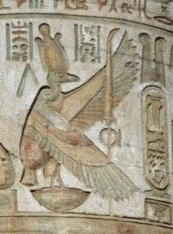
Nữ thần Nekhbet với biểu tượng shen và cọng lông Ma'at

Nekhbet (hay Nekhebet, Nechbet) là nữ thần trong thần thoại Ai Cập cổ đại, người bảo trợ cho vùng Thượng Ai Cập. Nekhbet và Wadjet là 2 nữ thần xuất hiện trong tên Nebty (tên "Hai quý bà") của một pharaoh.
Bà còn được gọi là Hedjet, tức "Vương miện trắng" (loại vương miện của Thượng Ai Cập). Thành phố Nekheb cũng được đặt theo tên của vị nữ thần này. Sau khi Ai Cập thống nhất, bà cùng Nekhbet trở thành 2 vị nữ thần bảo vệ của Ai Cập. Ngoài ra, cả hai cũng có nhiệm vụ bảo vệ cho các pharaoh, các bà mẹ và những đứa trẻ.

## Biểu tượng
Nekhbet thường được miêu tả dưới hình dạng một con kền kền đội vương miện Trắng của Thượng Ai Cập. Trong hình dạng này, bà thường sải đôi cánh lớn (tượng trưng cho sự che chở, bảo vệ) và mang biểu tượng shen (vòng tròn) và cọng lông của nữ thần Ma'at. Bà thường đi cùng với nữ thần Wadjet dưới hình dạng con người, và phân biệt qua vương miện của 2 nữ thần.

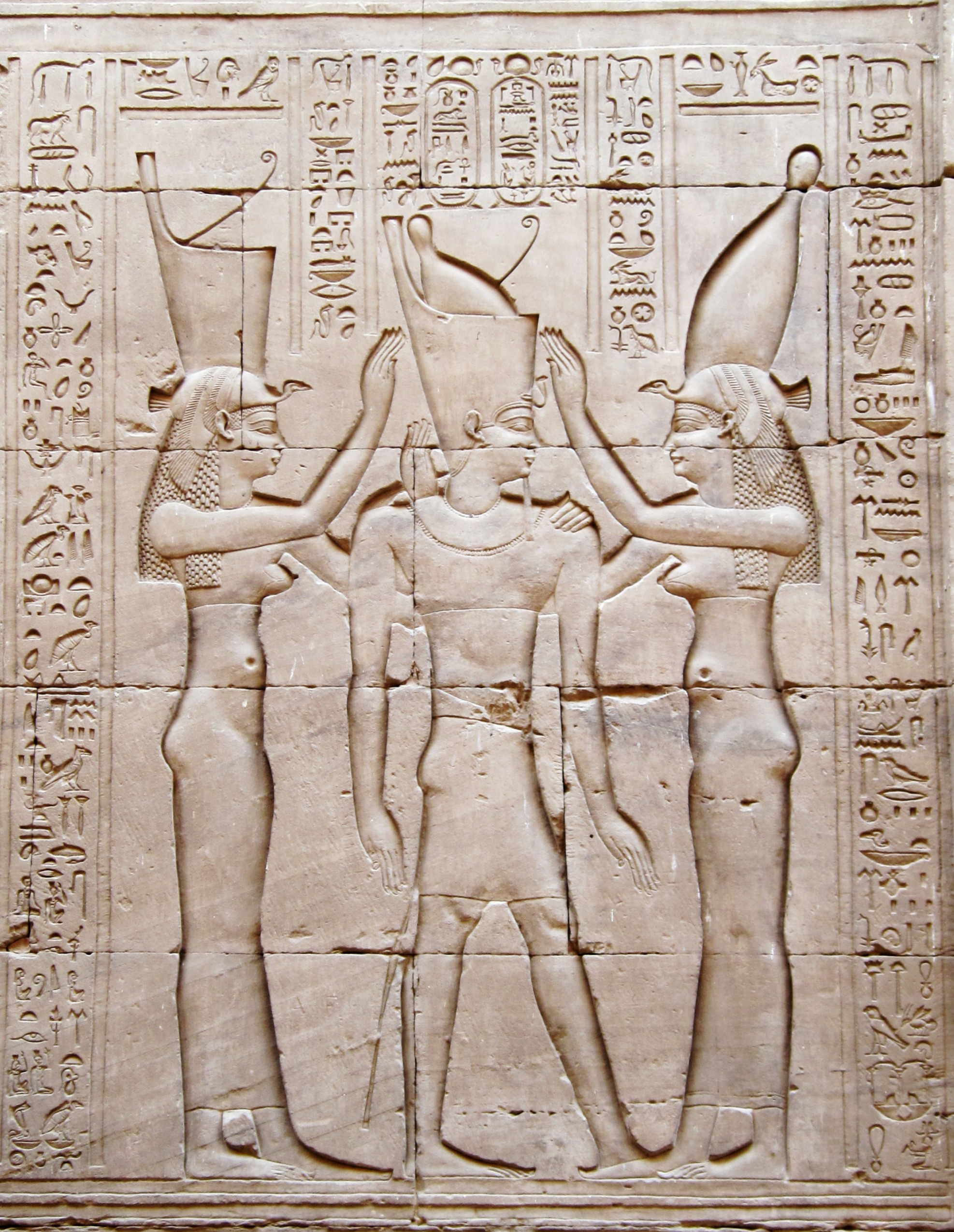
Nữ thần Wadjet (bên trái) và Nekhbet (bên phải) đội 2 vương miện của Thượng và Hạ Ai Cập - Ảnh chụp tại đền Edfu

## Thần thoại
Theo những văn tự cổ từ thời triều đại thứ 5, Nekhbet được coi là nữ thần sáng tạo với danh hiệu "Cha của những người cha, Mẹ của những người mẹ, Người có mặt từ thuở sơ khai, là Đấng sáng tạo của thế giới". Bà xuất hiện trên vương miện Nemes với hình dạng con rắn. Vào thời vương triều thứ 4, hình tượng kền kền được gắn trên vương miện của các hoàng hậu.
Nekhbet còn biết đến qua danh hiệu "Nữ thần của những ngôi nhà lớn". Trong suốt triều đại thứ 18, cả hai nữ thần Nekhbet và Wadjet là người bảo vệ cho những người phụ nữ trong hoàng gia. Điều này thể hiện qua biểu tượng Uraeus (2 con rắn hoàng gia) trên mũ miện của các công chúa và nữ hoàng.
Không như 2 nữ thần Heqet và Taweret, Nekhbet ban đầu chỉ được xem là người bảo vệ cho những đứa trẻ hoàng gia. Vào thời kỳ Tân vương quốc, quyền hạn của nữ thần được mở rộng ra và bà trở thành một nữ thần bảo vệ cho mọi người dân.

Cả hai nữ thần Nekhbet và Wadjet đều cùng Horus chiến đấu với Set. Horus hóa thành đĩa Mặt trời với đôi cánh, trong khi Nekhbet và Wadjet hóa thành hai con rắn vây quanh mặt trời. Sau khi Thượng Hạ thống nhất, Nekhbet cùng Wadjet trở thành vợ của thần Hapi, người cai quản sông Nile. Vì mang hình tượng của loài kền kền và liên quan đến sự sinh nở nên bà cũng có quan hệ với nữ thần Mut. Nekhbet cũng được gọi với danh hiệu "Con bò trắng Nekhb" (liên quan đến Hathor). 

## Tôn sùng
Phiến đá Palermo ghi rằng, Thutmose IV xem nữ thần Nekhbet là người bảo hộ mình trong những cuộc chiến và những kẻ thù của ông.
Một ngôi đền được xây dành riêng cho Nekhbet tại Nekheb vào thời kỳ Sơ vương triều (3100 - 2686 TCN). Bên trong gồm một hồ nước thiêng, nhiều đền miếu nhỏ và một vài nghĩa trang. Ngôi đền được mở rộng và tu sửa dưới triều đại thứ 18 và những tàn tích còn sót lại thuộc về những pharaoh của triều đại thứ 29 và triều đại thứ 30.